# Fata (okręg Ardżesz)
Fata – wieś w Rumunii, w okręgu Ardżesz, w gminie Vedea. W 2011 roku liczyła 291 mieszkańców.